# Genichiro Tenryu
Genichiro Tenryu (天龍源一郎, Tenryū Gen'ichirō) (né le 2 février 1950 à Katsuyama, Préfecture de Fukui), de son vrai nom Genichiro Shimada (嶋田源一郎, Shimada Gen'ichirō) est un sumotori et un catcheur japonais. À l'âge de 13 ans, il commence à s'entraîner pour devenir sumo et participe à son premier tournoi en 1964 au sein de l'écurie Nishonoseki. « Tenryū » est son nom de sumo à partir de 1971. Il arrête sa carrière de sumo en 1976 après un conflit avec la Japan Sumo Association.
Il devient catcheur au sein de l'All Japan Pro Wrestling (AJPW). Dans les années 1980, Giant Baba commence à le mettre sur le devant de la scène en faisant de Tenryu l'allié de Jumbo Tsuruta. Il trahit ensuite son équipier pour former le clan Revolution.

## Lutteur de sumo (1964-1976)
Shimada est sumo d'abord sous son véritable nom au sein de l'écurie de l'écurie Nishonoseki. Il remporte son premier tournoi en septembre 1970 chez les makushita en ne perdant qu'un seul de ses sept combats. Il change de shikona pour celui de Genichiro Tenryu en septembre 1971. POur le tournoi de janvier 1974, il est makushita 1 c'est-à-dire premier lutteur de la première division de sumo. Il passe dans la division des Jūryō et y remporte le tournoi de Nagoya en juillet 1975. Tenryu ne s'entend pas avec Kongō Masahiro (en), le nouvel entraîneur de Nishonoseki depuis la mort de Saganohana Katsumi (en), et souhaite changer d'écurie. La Japan Sumo Association l'en empêche et Tenryu décide d'arrêter sa carrière.

## Carrière de catcheur (1976-2015)

### All Japan Pro Wrestling (1976-1990)
Peu de temps après la fin de sa carrière de sumo, Giant Baba lui propose de devenir catcheur à l'All Japan Pro Wrestling et Tenryu part au Texas pour s'entraîner auprès de Dory Funk, Jr.. Il y fait son premier combat face à Ted DiBiase durant cette même année.
Il revient au Japon en 1977 où il reste un catcheur de secon plan. En 1981, il retourne aux États-Unis au sein de la Mid-Atlantic Championship Wrestling (en) où il remporte le championnat par équipe de la Mid-Atlantic avec Mr. Fuji le 7 février après leur victoire sur Dewey Robertson et George Wells. Ils perdent ce titre le 11 mai face à Robertson et Johnny Weaver. L'année suivante, il commence à être mis en avant en terminant 5e du tournoi Championship Carnival derrière Giant Baba, Jumbo Tsuruta, Bruiser Brody et Ted DiBiase. 
Sa mise en avant continue en 1984 puisque le 23 février il devient champion national uni de la National Wrestling Alliance en battant Ricky Steamboat. Il devient l'allié de Tsuruta avec qui il devient champion international par équipe de la NWA le 3 septembre après leur victoire sur Bruiser Brody et Crusher Blackwell. Le 12 décembre, ils gagnent le tournoi Real World Tag League.

### World Wrestling Fédération
Tenryu catche à la World Wrestling Federation en 1991 à WrestleMania VII, où il fait équipe avec Koji Kitao et battent Demolition. Il catche aussi au 1993 Royal Rumble et 1994 Royal Rumble ; durant le dernier, il est dans les 5 derniers mais se fait éliminer par les covainqueurs Lex Luger et Bret Hart. Lui et The Great Kabuki sont des mercenaires du manager de Yokozuna, Mr. Fuji, pour attaquer Luger.

### Circuit indépendant
En 1990, Tenryu quitte la All Japan pour la SWS. En 1992, Tenryu, aide Masatomo Takei (frère de sa femme Makiyo) pour mettre en place la WAR. À la WAR, il devient l'un des meilleurs catcheurs, comme Atsushi Onita, Nobuhiko Takada, The Great Muta, Shinya Hashimoto, Dino Ventura et Masahiro Chono, qu'il bat. Il a aussi remporté des matchs face à Tatsumi Fujinami et Antonio Inoki.
En 1998, lors du déclin de la WAR, Tenryu fait son retour. 

### New Japan Pro Wrestling
Il s'allie avec Shiro Koshinaka, et remporte les ceintures IWGP tag team belts from Team Wolf, Masa Chono and Hiroyoshi Tenzan. En décembre 1999, Tenryu est le premier catcheur à remporter les deux plus importantes ceintures du Japon (All Japan Triple Crown et la New Japan IWGP heavyweight) en battant Muta pour la ceinture IWGP. 

### Retour à la All Japan Pro Wrestling
En 2000, lorsque les catcheurs de la All Japan partent afin de créer la Pro Wrestling Noah, Tenryu ferme la WAR et retourne à la All Japan. Tenryu bat Kawada dans un tournoi pour la ceinture Triple Crown, et la remporte une seconde fois. Il s'empare de la ceinture une troisième fois et remporte la Double Cup avec son rival de la WAR-UWFI Yoji Anjo.

### Pro Wrestling Noah
En 2005, il entre à la Noah et fait ses débuts lors de Great Voyage 2005, perdant avec Shiro Koshinaka contre Mitsuharu Misawa et Takeshi Rikio. Il démarre une rivalité avec Mitsuharu Misawa, Kenta Kobashi, et plusieurs catcheurs de la All Japan. Tenryu catche aussi avec la fédération HUSTLEn. Durant cette époque, il fait équipe avec Kawada. À HUSTLE Aid 2007, Tenryu est battu par Razor Ramon HG et rejoint le groupe de Razor Ramon HG.
Lors de Final Burning In Budokan, Yoshinari Ogawa et lui battent Masao Inoue et Takeshi Morishima.

## Palmarès et accomplissements

### Comme catcheur
- All Japan Pro Wrestling
  - AJPW All Asia Tag Team Championship (1 fois) avec Masanobu Fuchi
  - AJPW Triple Crown Heavyweight Championship (3 fois)
  - AJPW Unified World Tag Team Championship (5 fois) avec Stan Hansen (3), Ashura Hara (1), et Yoji Anjo (1)
  - NWA International Tag Team Championship (2 fois) avec Jumbo Tsuruta
  - NWA United National Championship (2 fois)
  - PWF World Heavyweight Championship (1 fois)
  - PWF World Tag Team Championship (1 fois) avec Ashura Hara
  - Champion's Carnival (2001)
  - World's Strongest Tag Team League (1984) avec Jumbo Tsuruta
  - World's Strongest Tag Team League (1986) avec Jumbo Tsuruta
  - World's Strongest Tag Team League (1989) avec Stan Hansen

- Fighting World of Japan Pro Wrestling 
  - WMG Tag Team Championship (1 fois) avec Riki Chōshū

- HUSTLE
  - Hustle Super Tag Team Championship (1 fois) avec Tadao Yasuda

- Mid-Atlantic Championship Wrestling / World Championship Wrestling
  - NWA Mid-Atlantic Tag Team Championship (1 fois) avec Mr. Fuji
  - NWA World Six-Man Tag Team Championship (1 fois) avec the Road Warriors[14]

- New Japan Pro Wrestling
  - IWGP Heavyweight Championship (1 fois)
  - IWGP Tag Team Championship (1 fois) avec Shiro Koshinaka

- Power Slam
  - PS 50 : 1998/37, 2000/40, 2001/18, 2002/10

- Pro Wrestling Illustrated
  - Classé 44e des 500 meilleurs catcheurs en 2003
  - Classé 14e des 100 meilleures équipes « PWI Years » avec Jumbo Tsuruta en 2003

- Wrestle Association "R" 
  - J-1 Heavyweight Championship (1 fois)
  - WAR World Six-Man Tag Team Championship (2 fois) avec Koki Kitahara & Animal Hamaguchi (1), et Nobutaka Araya & Último Dragón (1)

- Wrestling Observer Newsletter awards
  - 5 Star Match (1989) vs. Jumbo Tsuruta le 5 juin
  - Match of the Year (2001) vs. Keiji Mutoh le 8 juin, Tokyo, Japon
  - Membre du Wrestling Observer Hall of Fame (1996)